# Zabileanî, Tomașpil
Zabileanî (în ucraineană Забіляни) este un sat în comuna Oleksandrivka din raionul Tomașpil, regiunea Vinnița, Ucraina.

## Demografie
Componența lingvistică a localității Zabileanî
     Ucraineană (93,1%)
     Rusă (3,45%)
Conform recensământului din 2001, majoritatea populației localității Zabileanî era vorbitoare de ucraineană (93,1%), existând în minoritate și vorbitori de rusă (3,45%).